# Великий рейд
Великий рейд — американский художественный фильм о рейде на Кабанатуан во время Второй мировой войны, поставленный режиссёром Джоном Далем по мотивам одноимённой книги Уильяма Б. Брейера. В основу сюжета легло освобождение лагеря военнопленных в Кабанатуане в январе 1945 года на острове Лусон Филиппинского архипелага.
Фильм был снят в период с 4 июля по 6 ноября 2002 года, но его выпуск задерживался несколько раз с 2003 года по различным причинам.
Фильм был показан в кинотеатрах США 12 августа 2005 года — за три дня до 60-й годовщины Дня победы над Японией.

## Сюжет
Японские солдаты под руководством майора Нагаи сжигают заживо военнопленных в лагере Палаван, загнав их в бомбоубежище. В Капасио (Лусон, Филиппины) генерал Крюгер приказывает рейнджерам совершить скрытый марш-бросок через 30 миль контролируемой японцами территории, чтобы освободить пленных из лагеря в Кабанатуане. Генерал опасается, что в ходе планируемого американского наступления японцы их истребят.
В Маниле медсестра городского госпиталя Маргарет ворует или покупает хинин и прочие лекарства и через цепочку подпольщиков передаёт их военнопленным, среди которых находится её муж, майор Гибсон. Японская военная полиция выслеживает и арестовывает её после того, как она помогает связной избавиться от хвоста. Однако следователь выпускает её, считая, что она приведёт полицию к другим членам подполья. Выходя из тюрьмы, Маргарет с ужасом видит тела расстрелянных друзей-подпольщиков. Друзья переправляют её в горы.
В Кабанатуане охрана покидает лагерь. Однако пленные даже не думают бежать, так как большая часть из них — лежачие больные. Гибсон находит хранилище, забитое посылками Красного Креста для пленных. Пиршество прерывает прибывшая военная полиция, новый комендант лагеря майор Нагаи допрашивает полуживого Гибсона, обещая лечение и свободу для него и для Маргарет. Пленные выкапывают бомбоубежище, в лагерь прибывает подкрепление и бочки с бензином. Нагаи ждёт только приказа из Токио. По его приказу расстреливают пойманного беглеца и десятерых его товарищей.
Рейнджеры встречают партизан, те берутся оборонять мост Кабу, разделяющий лагерь с основными японскими силами. Благодаря самолёту, отвлекшему внимание охраны, рейнджеры скрытно подползают к ограде лагеря и, дождавшись ночи, обрушивают шквальный огонь на японцев. Они истребляют охрану и выводят пленных. Уцелевший Нагаи стреляет из миномёта по колонне, но рейнджеры разделываются и с ним. В то же время партизаны защищают мост, не давая перейти японцам. Пленные спасаются, но Гибсон умирает до встречи с Маргарет.
В фильме уделено внимание роли филиппинских партизан, которые сражались бок о бок с американцами в ходе войны, особенно в удержании моста, что задержало прибытие японских подкреплений.

## В ролях
| Актёр                           | Роль                            |
| ------------------------------- | ------------------------------- |
| Бенджамин Брэтт                 | подполковник Генри Муцци        |
| Джеймс Франко                   | капитан Роберт Принс            |
| Логан Маршалл-Грин              | лейтенант Пол Колвин            |
| Роберт Маммоне                  | капитан Фишер                   |
| Макс Мартини                    | 1-й сержант Сид «Топ» Уоджо     |
| Джеймс Карпинелло               | капрал Алитери                  |
| Марк Консуэлос                  | капрал Гутьерес                 |
| Крейг МакЛахлан                 | лейтенант Райли                 |
| Фредди Джой Фарнсуорт           | лейтенант Фоли                  |
| Лэрд Макинтош                   | лейтенант О’Греди               |
| Джереми Калаган                 | лейтенант Эйбл                  |
| Паоло Монтальбан                | сержант Валера                  |
| Клейн Кроуфорд                  | капрал Олридж                   |
| Сэм Уортингтон                  | PFC Лукас                       |
| Ройстон Иннес                   | сержант Адамс                   |
| Дейл Дай                        | генерал-лейтенант Уолтер Крюгер |
| Бретт Такер                     | майор Роберт Лэпхам             |
| Джозеф Файнс                    | майор Гибсон                    |
| Мартон Чокаш                    | капитан Реддлинг                |
| Конни Нильсен                   | Маргарет Утински                |
| Натали Мендоса                  | Мина                            |
| Юджиния Юань Лици (Юнь Лаикхэй) | Кора                            |
| Цезарь Монтано                  | капитан Хуан Пахота             |
| Ричард Джонсон                  | капитан Эдуардо                 |
| Мотоки Кобаяси                  | майор Нагаи                     |
| Маса Ямагути                    | лейтенант Хикобэ                |
| Ютака Идзумихара                | сержант-майор Такэда            |
| Мэтт Доран                      | Рон Карлсон                     |

На русский язык фильм дублирован студией «Пифагор» по заказу кинокомпании «Вест» в 2005 году.

## Прокат и сборы
Выход фильма был запланирован на 2002 год, но выпуск откладывался по различным причинам. Наконец в 2005 году фильм был выпущен компанией Miramax Films, что совпало с официальным уходом соучредителей Боба и Харви Вайнштейнов.
Фильму не сопутствовал финансовый успех, из 80-миллионного бюджета окупилось только 12 %. Фильм вышел 12 августа 2005 года и к выходным собрал только 3 376 009 долларов. Всемирный сбор составил 10 769 311 долларов.